# Ratko Janev

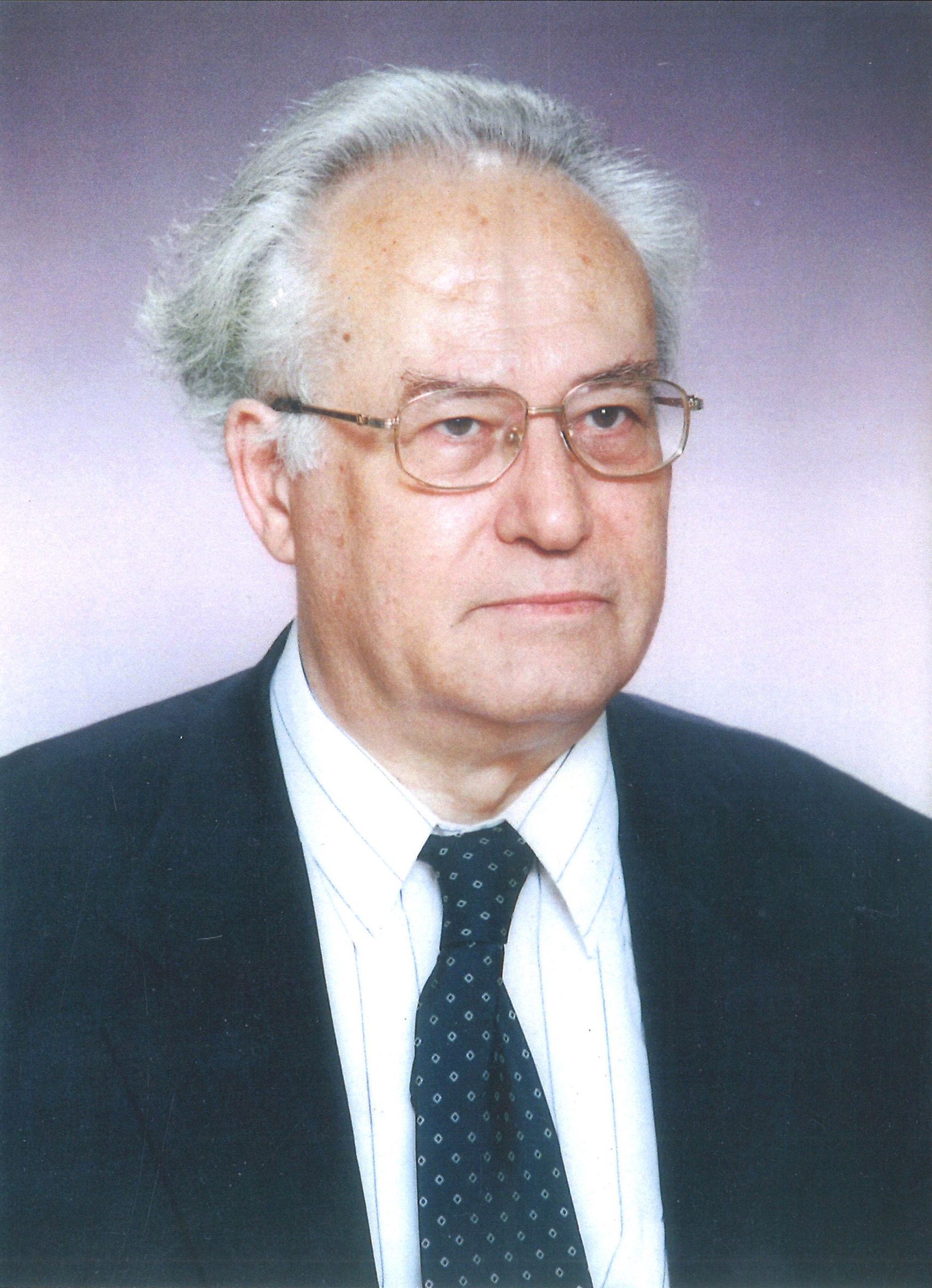
Ratko Janev

Ratko Janev (Sandanski, 30 maart 1939 – Belgrado, 31 december 2019) was een Bulgaars-Joegoslavisch atoomfysicus.

## Leven
Janev was tot 1999 hoofd van de Atomic and Molecular Data Unit van het Internationaal Atoomenergieagentschap in Wenen, waar hij werd opgevolgd door Robert Clark.
Janev was lid van de Macedonische Academie voor Wetenschappen en Kunst. In 2004 ontving hij de onderzoeksprijs van de Alexander-von-Humboldt-Stiftung.
Janev stierf op 31 december 2019 in Belgrado.